# Дворец Лопацинских (Олизаров)
Дворе́ц Лопаци́нских (лит.  Lopacinskių rūmai ), дворец Олизаров (лит.  Olizarų rūmai) — двухэтажный дворец с чертами архитектуры позднего барокко и классицизма в Старом городе Вильнюса на углу улиц Бернардину и Шилтадаржё (Bernardinų g. 8 / Šiltadaržio g. 8). Ансамбль дворца является памятником архитектуры и охраняется государством, код в Регистре культурных ценностей Литовской Республики 24965. В настоящее время здесь располагается гостиница.

## История

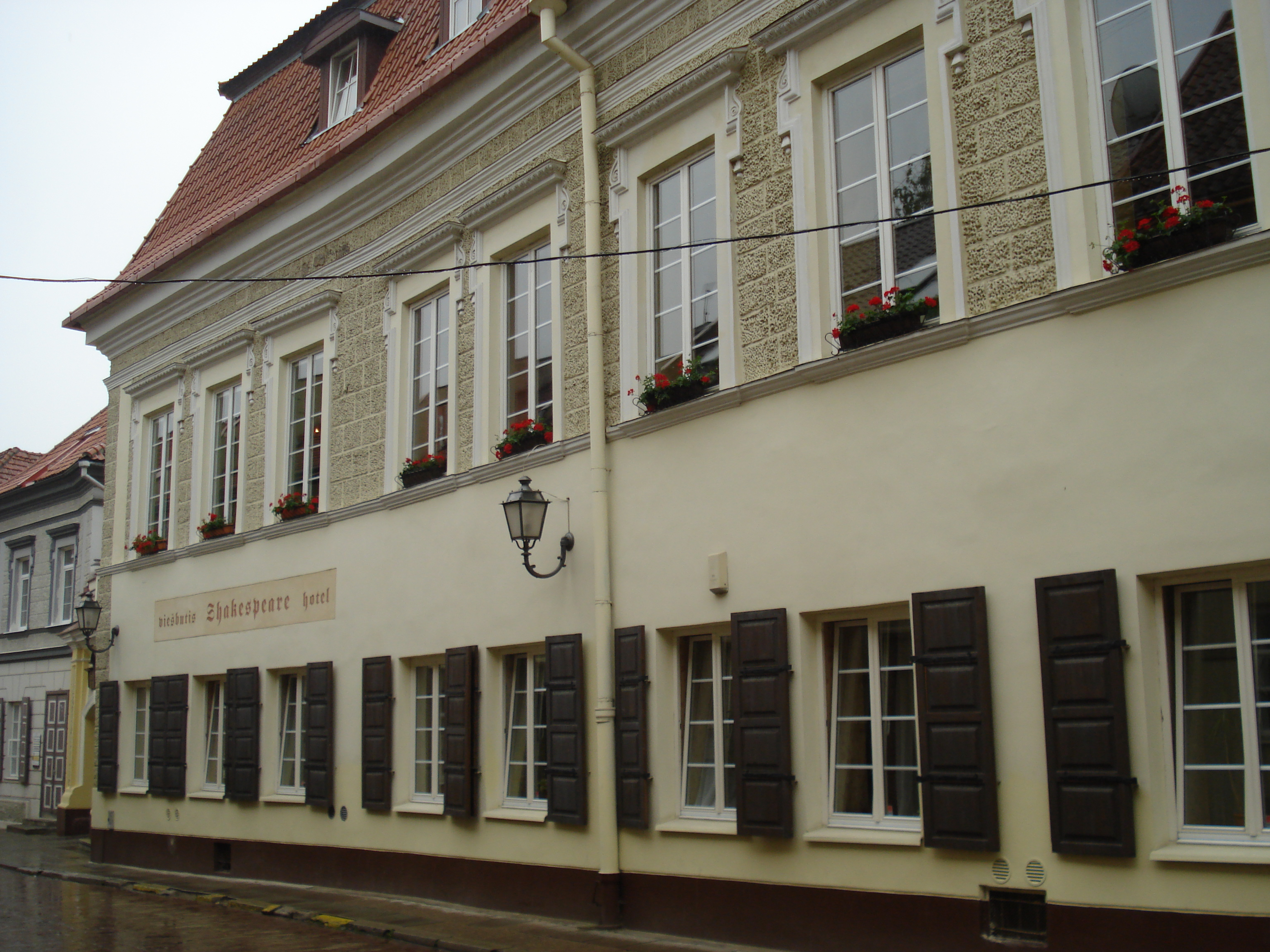
Главный фасад дворца Лопацинских (Олизаров)

Дворец построен в первой половине XVIII века. Однако сохранились источники, свидетельствующие о том, что на месте нынешних строений уже в XVI веке стояли готические здания. В первой половине XVII века на перекрёстке было возведено здание квадратного плана, которое расширялось до XVIII века.
Владас Дрема писал о том, что в 1663—1664 годах казначей Великого княжества Литовского Габриель Кимбар судился с женой смоленского воеводы Сокович из-за долга и дома на Бернардинской улице. В 1671 году тяжбу продолжили наследники. В XVIII веке домом владели Зеновичи.
В 1748 году здание пострадало от пожара.
Приобретённый Лопацинским дворец архитектор Иоганн Кристоф Глаубиц реконструировал около 1750 года. По другим сведениям, Николай Лопацинский приобрёл дворец в 1762 году и здание было реконструировано по проекту архитектора Иоганна Кристофа Глаубица.
Работы по проекту Глаубица начал выполнять сначала архитектор Андрис (умер в 1765 году), закончил Фрезер. В результате реконструкции появился сложный корпус зданий вокруг частично закрытого двора трапециевидной формы.

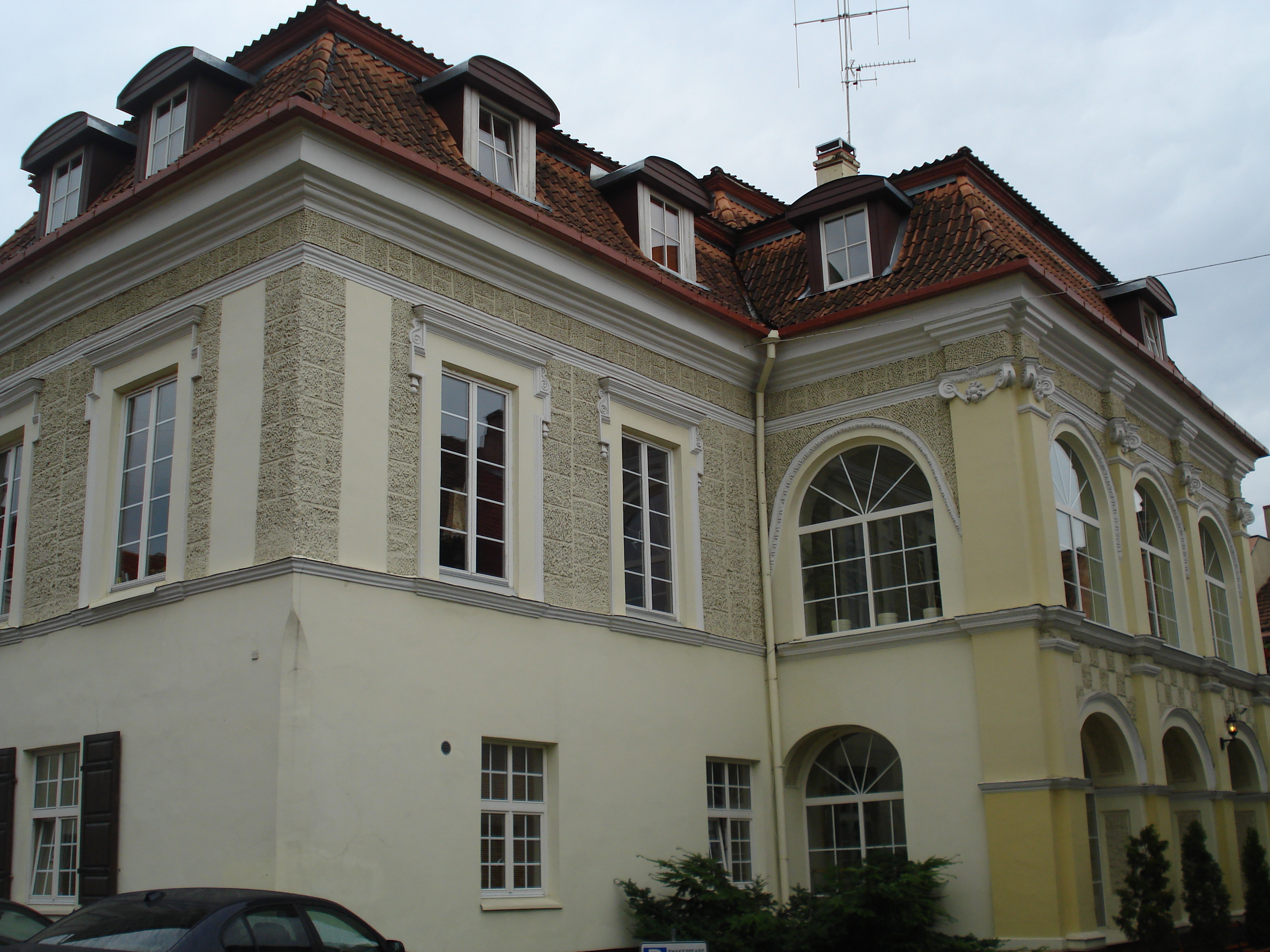
Главный корпус дворца

В 1801 году дворец был продан Коссаковским. В 1808 году по инициативе епископа виленского Яна Непомуцена Коссаковского здание было реконструировано.
В 1819—1828 годах дворцом владела семья графа Олизара. Затем дворец принадлежал известному семейству виленских книгоиздателей и книготорговцев Завадских. В постройке, расположенной в примыкающем к дворцу саду, хранились книги и типографское оборудование. Предполагается, что здесь действовала типография Завадских
В 1967—1975 годах главный корпус дворца был частично реконструирован по проекту архитектора Алдоны Швабаускене. В 1975—1985 годах здесь работало издательство Центрального комитета Литовской коммунистической партии и редакция газеты «Вечерние новости». Реконструированное в 1974 году архитектором Швабаускене здание официны было приспособлено для редакций журналов „Šluota“ и „Laikas ir įvykiai“.
Ныне в ансамбле дворца располагается отель („Shakespeare Boutique Hotel“).

## Архитектура

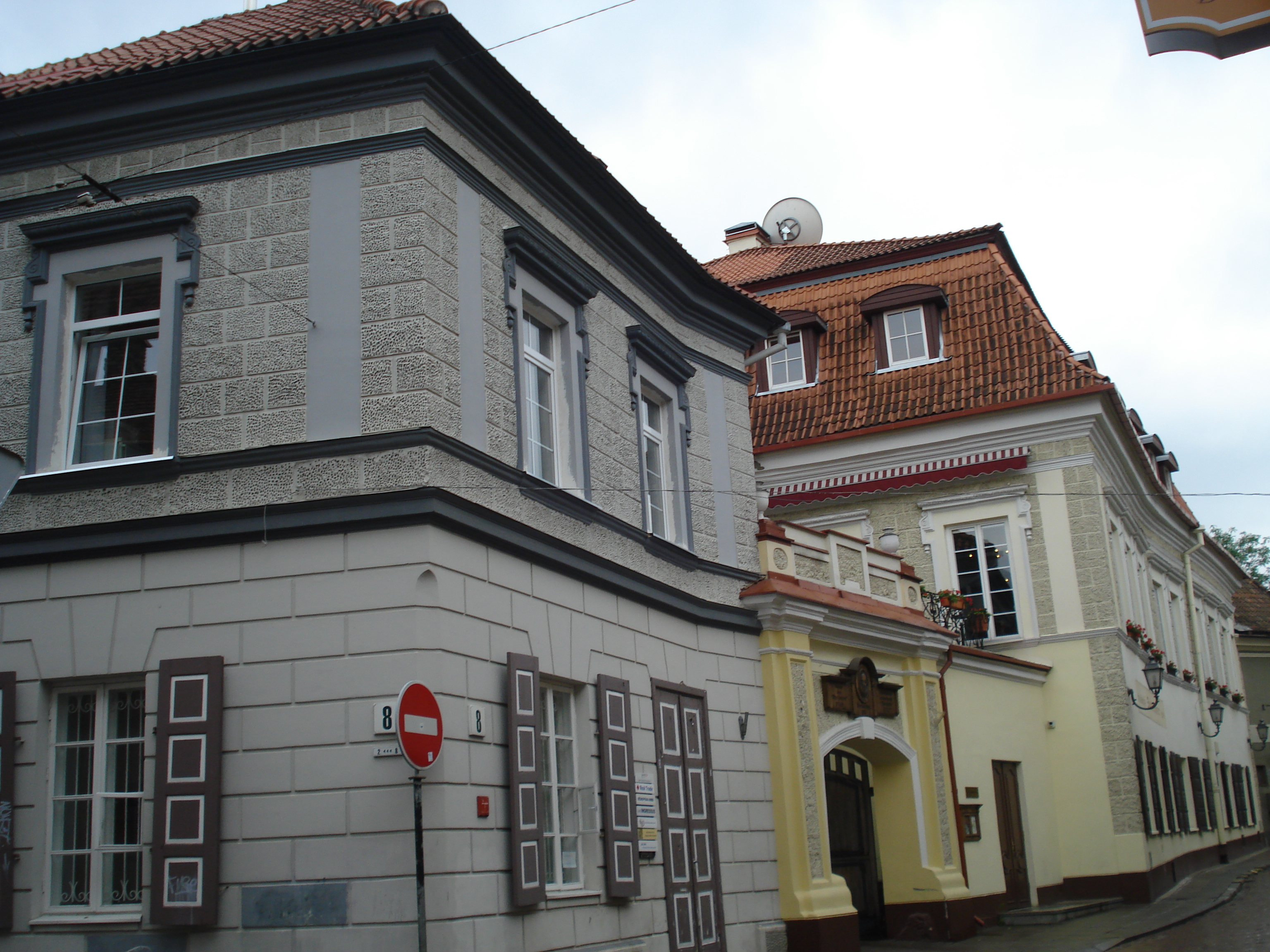
Официна, ворота и дворец Лопацинских (Олизаров)

Ансамбль дворца Лопацинских (Олизаров) образуют дворец с флигелем, официна, служебная хозяйственная постройка и ограда с воротами. Здания сложены из кирпича и покрыты штукатуркой.
Дворец отличают черты, характерные для переходной эпохи от рококо к классицизму. Главное двухэтажное здание дворца под высокой барочной ступенчатой четырёхскатной крышей, крытой черепичной. Нижний этаж покрыт серой, верхний — более тёмной фактурной штукатуркой, на которых контрастно выделяются белые обрамления окон и другие детали.
На двор выходит самый пышный фасад ризалита с двухэтажной галереей, большими окнами, пилястрами и прерывающимися карнизами. Пилястры нижнего этажа дорические, второго — ионические.
Фасад по линии улицы Бернардину незначительно изогнут.
Официна, возведённая во второй половине XIX века, стоит на углу улиц. Двухэтажное здание с мансардой несколько ниже здания дворца. Фасад по первому этажу отделан рустом. Белые классицистские обрамления окон выделяют их на тёмном фоне стен. Ограда построена в начале XVIII века, ворота — во второй половине XIX века. Ограда крыта черепицей. Ворота между дворцом и официной украшены пилястрами, над аркой ворот возвышается парапет с вазами.